# Les Expressifs
 (février 2014).
Les Expressifs est un festival d'arts de rue français organisé chaque année au début du mois d'octobre, à Poitiers, par l'association Poitiers Jeunes depuis 1995. Il mélange artistes professionnels et amateurs. Le festival propose chaque année de nouvelles scènes dans la ville, de nouveaux spectacles, nationaux ou internationaux.
Initialement consacré aux arts de rue, Les Expressifs est devenu un festival très complet proposant toute sorte d'activité culturelle. Il est possible de participer à des ateliers créatifs, d'y voir des expositions, des concerts, des spectacles inédits, etc.
Un partenariat entre Poitiers, Northampton (Angleterre) et Marbourg (Allemagne) a été créé pour échanger chaque année des groupes de musique, permettant à ces derniers de se produire à l'occasion des Expressifs, du TwinFest (Northampton) et du Mano Musik Festival (Marburg). Certains artistes ont gagné grâce à ces échanges une certaine renommée et visibilité (tels que Baptiste Pizon, The Mobbs, [yet], The Small Towns, SheepBox, etc.).

## Objectifs
Le festival Les Expressifs accueille plusieurs milliers de personnes sur quatre jours dans les rues de Poitiers. Le mélange d'artistes amateurs et professionnels garantit une programmation aussi variée qu'originale. L'objectif est de rendre la culture accessible à tous : enfants, adultes, passionnés et curieux.
Certains spectacles sont des plus étranges. Par exemple, le public s'est fait scotché au sens littéral.

## Association Poitiers Jeunes
Poitiers Jeunes est une association implantée depuis 1994 sur la ville de Poitiers. Son activité se structure autour de 3 pôles : jeunesse, culture et partenariat. Le pôle jeunesse guide les jeunes dans leurs projets et leur propose un accompagnement approprié à leurs besoins. Le pôle culture favorise les rencontres et les échanges d’expériences. Le pôle partenariat s’engage dans la création et le développement de réseaux.

## Partenaires
Les collectivités locales (région, département, ville) soutiennent l'évènement, avec l'université de Poitiers, Poitiers Film Festival et des structures pictaviennes.